# إكس إكس إل (مجلة)
إكس إكس إل (بالإنجليزية: XXL)‏ هي مجلة أمريكية مخصصة لثقافة الهيب هوب، منشورة من قبل تاون سكوير ميديا، تأسست في عام 1997.

## تاريخ
في أغسطس 1997، هاريس للمنشورات أصدرت العدد الأول من إكس إكس إل. ظهرت مغني الراب جاي زي و ماستر بي على غلاف مزدوج. في ديسمبر 2006، استحوذت إكس إكس إل على منتج هيب هوب متعثر ومجلة دي جي سكراتش (منشور آخر مملوك من قبل هاريس ببليكشنز) ، وأعاد تسميتها باسم إكس إكس إل تقدم مجلة سكراتش. لكن سكراتش أغلقت بعد أقل من عام في سبتمبر 2007.

### إصدارات خاصة
في أغسطس 2005، تعاون إيمنيم وإكس إكس إل لإصدار إصدار خاص بعنوان إكس إكس إل تقدم شيْد 45، وتم تصميمه لتوفير أضخم كشف لشيْد 45 كمحطة مذياع، وفي الوقت نفسه إعطاء أضخم كشف لعلامة شيدي ريكوردز باعتبارها ككل، بالإضافة إلى دي جي الراديو وفنانين من شركة تسجيلات جي-يونت ريكوردز.
ذكر الناشر التنفيذي لشركة إكس إكس إل، جوناثان رينجولد، أن المجلات التي تستند إلى فنانين معينين عادة لم تكن مفضلة، ولكن «نظرًا لأن شيْد 45 هي محطة مذياع راب حقيقية وغير خاضعة للرقابة، فإن الزواج مع علامة إكس إكس إل التجارية منطقي»، مع الشعور بأنه ما الذي يثير اهتمام محبي موسيقى الراب.

## قائمة فريش مان كلاس
بدءًا من عام 2007 (بدون 2008)،  أصدرت إكس إكس إل قائمة «فريش مان كلاس» السنوية. يشتمل العدد على عشرة فنانين يوصى بمشاهدتهم، كلهم يظهرون على غلاف المجلة. تحتوي القائمة على تاريخ مغني الراب غير معروف/تحت الأرض (يعرفه قليل)، بالإضافة إلى الفنانين الذين يعتبرون في ارتفاع (صاعدين). تثير القائمة ضجة تسويقية كبيرة بين المستمعين والفنانين على حد سواء، ويعود الفضل في منح العديد من الفنانين طعم الشهرة الأول. 
في بعض الأحيان، قد تحتوي قائمة فئة فريش مان على أسماء إضافية لتضمين المزيد من مغني الراب. في عام 2013، على سبيل المثال، أضافت إكس إكس إل مكانًا فخريًا حادي عشر لمغني الراب في شيكاغو تشيف كيف بسبب وجود الفنان في سجن لمدة ستة أيام وبالتالي عدم قدرته على حضور جلسة التصوير في مدينة نيويورك. في العام التالي في عام 2014، تضمنت قائمة فئة فريش مان اسمين إضافيين، مما رفع كمية القائمة المدرجة في ذلك العام إلى 12. بعد خمس سنوات، احتوت قائمة 2019 على 11 مغني راب.
في عام 2018، تم تخفيض القائمة إلى تسعة فنانين بعد رفض ظهور من مغني الراب من بنسلفانيا ليل سكايز، الذين اتهموا قائمة ذلك العام بالتزوير. ورفض بديل ليل سكايز، مغني الراب في نيويورك ريتش ذا كيد، القائمة أيضًا.
| عام  | الطلبة |
| ---- | --- |
| 2007 | سايغون، بلايز، ريتش بوي، غوريلا زوي ، جويل أورتيز، لوبي فياسكو، ليل بوسي ‏، كروكد آي، بابوس، يونغ درو.                                                 |
| 2009 | ويل، بي أو بي، تشارلز هاميلتون، آشر روث، كوري غونز، بلو، ميكي فاكتورز، آيس هود، كورنيسي، كيد كودي .                                                   |
| 2010 | جيه كول، بيل، نيبسي هوسل، فريدي جيبس، بيغ شون، ويز خليفة، أو جيه دا جوسمان ‏، جاي روك، فاشاون دونيس.                                                   |
| 2011 | ميك ميل، بيغ كريكت، سيهاي ذا برنس، ليل تويست، يلاولف، فريد ذا قاد سن، ماك ميلر، واي جي، ليل بي، كيندريك لامار، ديغي سيمونز ‏.                          |
| 2012 | فيوتشر، كيد إنك، داني براون، فرنش مونتانا، ماكليمور، دون تريب، ماشين غان كيلي، هوبسن، إيغي إيزيليا، روسكو داش.                                        |
| 2013 | سكول بوي كيو، ترينداد جيمس، جوي بادا$$ وأي-بي سول، لوجك، أكشن برونسون، كيركو بانغز ‏، ترافي سكوت، ديزي رايت، أنجيل هيز، تشيف كيف.                      |
| 2014 | تشانس ذا رابر، ريتش هومي كوان، أيزاياه رشاد، تاي دولا ساين، ليل دورك، كيفن غيتس، تروي أفي، فيك مينسا، جون كونور، ليل ببي، جارين بينتون، أوغست ألسينا. |
| 2015 | فيتي واب، ديج لوف، راوري، كيد كيد، أو جي ماكو ‏، شاي غليسي، كي كامب، فينس ستابليس، تينك، غولد لينك ‏.                                                   |
| 2016 | ليل أوزي فيرت، ليل ياتي، كوداك بلاك، دينزيل كاري، جي هيربو ‏، ديف إيست، ليل ديكي، أندرسون باك، ديزاينر، 21 سافاج.                                      |
| 2017 | كاماياه، أبوغي ود دا هودي ‏، بي إن بي روك ‏، بلاي بوي كارتي ‏، أميني، كاب جي، كايل، أوغلي غاد، مادين تي واي أو ‏، إكس إكس إكس تنتاسيون.                   |
| 2018 | سكاي ماسك ذا سلمب غاد، ليل بامب، سموكبورب، جي آي دي، ستيفلون دون، بلوك بوي جاي بي ‏، واي بي إن ناهمير ‏، واي فاي إز فيونرال ‏، تريبي ريد.                |
| 2019 | كوم ذا زاين، تييرا واك، دا بيبي، ليل موسي رودي ريتش، واي بي إن كوردي، واي كي أوزيرس ‏، ريكو ناستي، غونا، بلو فيس، ميغان ذي ستاليون.                    |

من بين الفنانين الذين رفضوا العرض للظهور في قائمة فريش مان نيكي ميناج، دريك، إكس في، آيساب روكي، يونغ ثوق، بارتي نكست دور، أي لوف ماكونين، توري لينز، بوست مالون، ريتش ذا كيد، ليل سكايز، ناف، جوس ورلد.

## روابط خارجية
- الموقع الرسمي